# Laure Fardoulis
Laure Fardoulis née à Paris, est une romancière et nouvelliste française. Elle est la fille de l'écrivain Michel Fardoulis-Lagrange. Elle débute en littérature en 2000 avec le roman La Piscine Molitor, récit autobiographique - amour, rencontres, drames -, prose poétique issue du souvenir, celui lancinant qui constitue pas à pas le temps vécu.

## Biographie
Élève des Beaux Arts, Laure Fardoulis suit une carrière artistique en pointillé et se consacre plus amplement à la littérature à partir de 1999. Les rencontres faites grâce à son père lui ont inspiré plusieurs récits autobiographiques, où la fiction se mêle à la réalité, celle des figures emblématiques d'une génération rencontrées tout au long de ses années de jeunesse. En particulier, les étés passés dans le Luberon sont évoqués dans Bleu, comme la glaise (2015), récit dans lequel son père est particulièrement présent.

## Œuvres
- La Piscine Molitor, préface de Jacques Abeille, éditions Joëlle Losfeld, 2000[1].
- Bleu cobalt, éditions Joëlle Losfeld, 2001.
- Le Peuple des parasols, éditions Joëlle Losfeld, 2003.
- L'Écrivain et autres nouvelles, éditions Joëlle Losfeld, 2005.
- Gothic - Les Amants de Mory, préface de Zoé Valdés, Est - Samuel Tastet Éditeur, 2011[2].
- Bleu, comme la glaise, éditions Maurice Nadeau, 2015[3].
- Les Résidents immatures, Chaumont, Éditions Douro, 2025.

## Expositions collectives
- Exposition Pages et Images en hommage à Pierre Klossowski (avec des dessins de Adonis, Tahar Ben Jelloun, Michel Butor, Laure Fardoulis, Philippe Guénin, Hubert Haddad, Pierre Klossowski, Luis Mizon, Bernard Noël et Zoé Valdés), galerie les Vergers de l'art, Paris, 2007[4].
- Exposition Pages et Images en hommage à Pierre Klossowski (avec des dessins de Adonis, Tahar Ben Jelloun, Michel Butor, Laure Fardoulis, Philippe Guénin, Hubert Haddad, Pierre Klossowski, Luis Mizon, Bernard Noël, Laurette Succar et Zoé Valdés), galerie les Vergers de l'art, Paris, 2008.
- Exposition Dessins d'écrivains (avec des dessins de Tahar Ben Jelloun, Michel Butor, Laure Fardoulis, Philippe Guénin, Hubert Haddad, Pierre Klossowski, Luis Mizon, Bernard Noël et Zoé Valdés), galerie les Cahiers d'art, mars 2009.
- Exposition Trait pour trait (avec des dessins de Tahar Ben Jelloun, Véra Goulart, Laure Fardoulis, Philippe Guénin, Hubert Haddad, Bernard Noël, Laurette Succar, Zoé Valdés),  galerie Rê, Marrakech, 2009[5].